# اچ‌ام‌ای‌اس سوپلای
اچ‌ام‌ای‌اس سوپلای (به انگلیسی: HMAS Supply) یک کشتی است. این کشتی در سال ۱۹۵۴ ساخته شد.